# کارل رودولف اویگوس
کارل رودولف اویگوس (استونیایی: Karl Rudolf Õigus؛ زادهٔ ۵ نوامبر ۱۹۹۸) بازیکن فوتبال اهل استونی است.
وی همچنین در تیم‌های ملی فوتبال زیر ۲۱ سال استونی و استونی بازی کرده‌است.